# تينا تشانغ
تينا تشانغ (بالإنجليزية: Tina Chang)‏ هي كاتِبة وشاعرة أمريكية، ولدت في 1969 في أوكلاهوما في الولايات المتحدة.